# Zhou Youguang

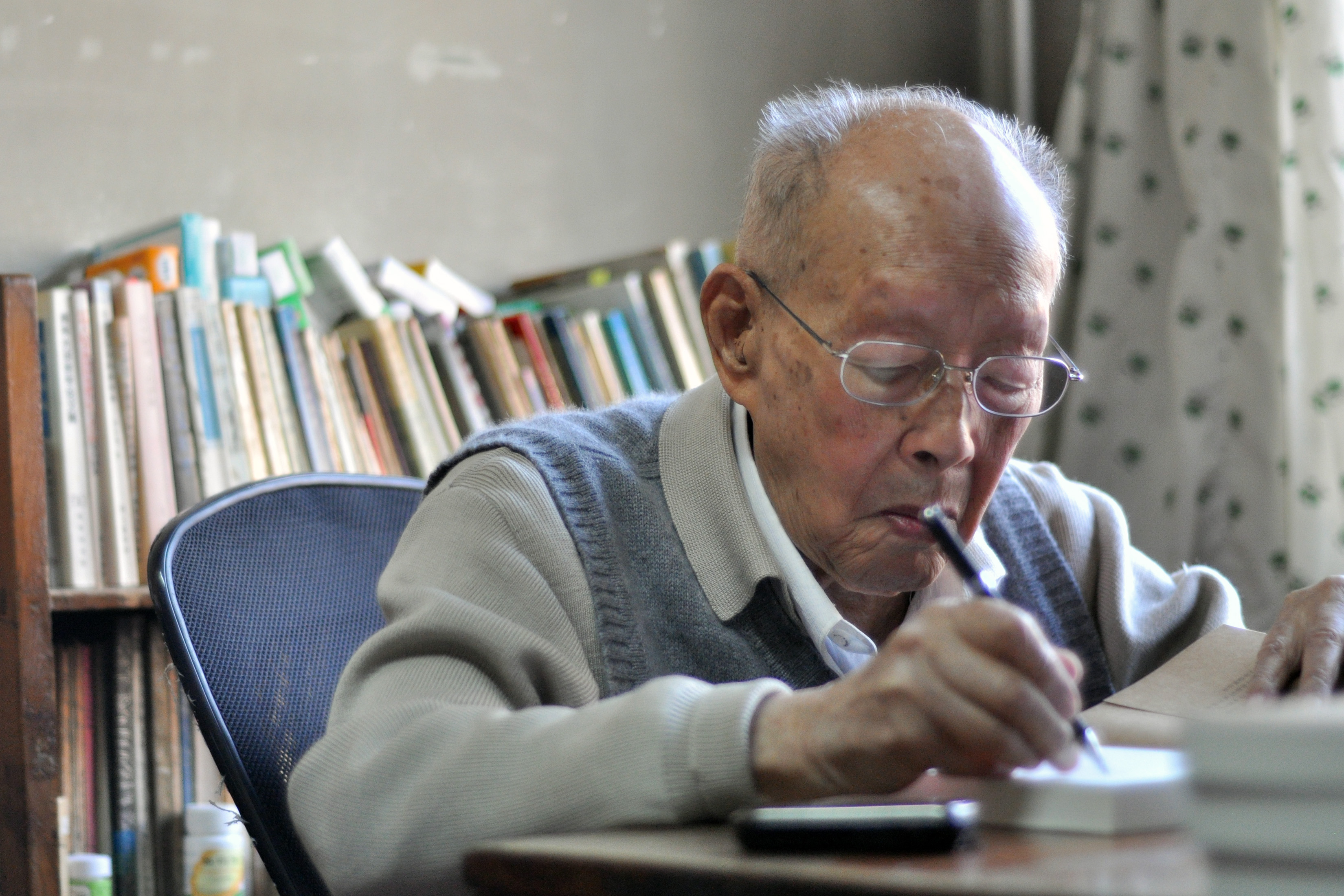
Zhou Youguang i sitt hem i Peking 2012.

Zhou Youguang, 周有光; pinyin: Zhōu Yǒuguāng, född 13 januari 1906 i Changzhou i Jiangsu, död 14 januari 2017 i Peking, var en kinesisk ekonom och lingvist som ledde  utvecklingen av pinyin-systemet för återgivning av standardkinesiskt uttal med det latinska alfabetet. Han har kallats för pinyins fader.
Zhou Youguang arbetade på en bank i New York innan han återvände till Kina efter det kommunistiska maktövertagandet 1949. Där undervisade han under ett antal år i ekonomi på Fudanuniversitetet i Shanghai. År 1955 anlitades han av Zhou Enlai för att konstruera ett stavningssystem, som skulle komplettera det bildbaserade skriftspråket och ersätta det tidigare transkriberingssystemet Wade–Giles. Detta arbete tog honom ungefär tre år.